# Кузьмин, Илья Алексеевич
Илья Алексеевич Кузьмин (1909—1984) — советский инженер-гидротехник, лауреат Сталинской премии 1951 года.

## Биография
Родился 14 декабря 1909 года в Москве.
Окончил Московский инженерно-строительный институт им. В. В. Куйбышева по специальности инженер-гидротехник (1934).
Инженер гидротехнической лаборатории Волгостроя (1934—1938). В 1939—1941 гг. старший инженер научно-исследовательского сектора гидрологии и водохозяйственного проектирования института «Гидропроект».
Кандидат технических наук (1940).
После начала Великой Отечественной войны работал на строительстве оборонительных рубежей (1941—1942).
С 1943 по 1979 год снова в институте «Гидропроект»: старший инженер, начальник отделения, заместитель начальника, с 1966 года начальник проектного отдела русла и термики.
Участвовал в проектировании Куйбышевского и Волгоградского гидроузлов, ГЭС на Каме, Днепре, Даугаве и Енисее, главного Туркменского канала.
Лауреат Сталинской премии 1951 года в составе авторского коллектива. Награждён двумя орденами «Знак Почёта».
Сочинения:
- Кузьмин, Илья Алексеевич (1909—1984). Общая методология изучения и прогнозирования русловых процессов (1982—1984 гг.) [Текст] / И. А. Кузьмин; составитель Л. И. Викулова. — Москва : Волшебный фонарь, 2012. — 303 с. : ил., табл.; 24 см; ISBN 978-5-903505-69-2.